# Tumičina
Temeçinë en albanais et Tumičina en serbe latin (en serbe cyrillique : Тумичина) est une localité du Kosovo située dans la commune/municipalité de Theranda/Suva Reka et dans le district de Prizren/Prizren. Selon le recensement de 2011, elle compte 851 habitants, tous albanais.
Selon le découpage administratif du Kosovo, qui n'est pas reconnu par la Serbie, la localité fait partie de la municipalité de Malishevë/Mališevo. Le village est également connu sous le nom albanais de Temeqinë.

## Démographie

### Évolution historique de la population dans la localité
| 1948 | 1953 | 1961 | 1971 | 1981 | 1991 | 2011 |
| ---- | ---- | ---- | ---- | ---- | ---- | ---- |
| 227  | 236  | 262  | 359  | 544  | 819  | 851  |

|  |